# Heliconius molina
Heliconius molina är en fjärilsart som beskrevs av Grose-smith 1898. Heliconius molina ingår i släktet Heliconius och familjen praktfjärilar. Inga underarter finns listade i Catalogue of Life.